# Episodi di Aquarius (prima stagione)
La prima stagione della serie televisiva Aquarius è stata trasmessa negli Stati Uniti per la prima volta dall'emittente NBC dal 28 maggio al 22 agosto 2015.
In Italia, la stagione è andata in onda in prima visione sul canale satellitare Sky Atlantic dal 14 ottobre al 25 novembre 2015.
| nº | Titolo originale                               | Titolo italiano                           | Prima TV USA   | Prima TV Italia  |
| -- | ---------------------------------------------- | ----------------------------------------- | -------------- | ---------------- |
| 1  | Everybody's Been Burned                        | Via da casa                               | 28 maggio 2015 | 14 ottobre 2015  |
| 2  | The Hunter Gets Captured by the Game           | Vicini scomodi                            | 28 maggio 2015 | 14 ottobre 2015  |
| 3  | Never Say Never to Always                      | Mai dire mai, per sempre                  | 4 giugno 2015  | 21 ottobre 2015  |
| 4  | Home Is Where You're Happy                     | Solo a casa si è felici                   | 11 giugno 2015 | 21 ottobre 2015  |
| 5  | A Change Is Gonna Come                         | Benvenuto nel club                        | 18 giugno 2015 | 28 ottobre 2015  |
| 6  | A Whiter Shade of Pale                         | Senza luce                                | 25 giugno 2015 | 28 ottobre 2015  |
| 7  | Cease to Resist                                | Smetti di resistere                       | 2 luglio 2015  | 4 novembre 2015  |
| 8  | Sick City                                      | Città malata                              | 9 luglio 2015  | 4 novembre 2015  |
| 9  | Why?                                           | Perché?                                   | 18 luglio 2015 | 11 novembre 2015 |
| 10 | It's Alright Ma. (I'm Only Bleeding.)          | Tutto bene, mamma. (Sto solo sanguinando) | 25 luglio 2015 | 11 novembre 2015 |
| 11 | Your Mother Should Know                        | Tua madre dovrebbe sapere                 | 1º agosto 2015 | 18 novembre 2015 |
| 12 | (Please Let Me Love You and) It Won't Be Wrong | Tradimento                                | 8 agosto 2015  | 18 novembre 2015 |
| 13 | Old Ego Is a Too Much Thing                    | Il vecchio ego è di troppo                | 22 agosto 2015 | 25 novembre 2015 |

## Via da casa
- Titolo originale: Everybody's Been Burned
- Diretto da: Jonas Pate
- Scritto da: John McNamara

### Trama
L'adolescente Emma Karn scompare e suo padre, nonché noto avvocato è molto preoccupato per le ripercussioni politiche che per la figlia minorenne, e la madre di Emma fa una denuncia di scomparsa alla polizia. Le indagini sono capitanate dal detective Sam Hodiak, reclutando giovani poliziotti e scoprono che la ragazza è stata vista con uno sconosciuto di nome Charles Manson.

## Vicini scomodi
- Titolo originale: The Hunter Gets Captured by the Game
- Diretto da: Jonas Pate
- Scritto da: John McNamara

### Trama
Una 62enne viene trovata uccisa a South Central, e le indagini sembrano a punto morto, ma Ken e il suo partner si preoccupano e si agitano su Charlie.

## Mai dire mai, per sempre
- Titolo originale: Never Say Never to Always
- Diretto da: Nelson McCormick
- Scritto da: Alexandra Cunningham

### Trama
Un informatore di Shafe diventa sospettato di un omicidio di uno spacciatore di droga, e Hodiak indaga.

## Solo a casa si è felici
- Titolo originale: Home Is Where You're Happy
- Diretto da: Michael Zinberg
- Scritto da: Sarah Gamble

### Trama
Hodiak indaga sull'omicidio di un uomo e sua moglie che gestisce un club è tra gli sospettati.

## Benvenuto nel club
- Titolo originale: A Change Is Gonna Come
- Diretto da: Michael Zinberg
- Scritto da: Rafael Yglesias

### Trama
Un'indagine su un omicidio aumenta la tensione con le Black Panthers, Emma va MIA e Hodiak perde il controllo.

## Senza luce
- Titolo originale: A Whiter Shade of Pale
- Diretto da: Michael Offer
- Scritto da: David Reed

### Trama
Mentre le ragazze vanno in giro per le provviste di Charlie senza le bende, un altro crimine d'odio si verifica a casa Shafe e Hodiak sciocca tutti con il vero colpevole.

## Smetti di resistere
- Titolo originale: Cease to Resist
- Diretto da: Michael Waxman
- Scritto da: Sarah Gamble

### Trama
Hodiak indaga sull'omicidio di una celebrità, e Sadie e Emma incontrano qualcuno di speciale del passato di Manson.

## Città malata
- Titolo originale:Sick City
- Diretto da: Jon Amiel
- Scritto da: Alexandra Cunningham, Mike Sheehan

### Trama
Hodiak chiede aiuto a due persone del passato cioè un prete e una prostituta per le indagini su un omicidio.

## Perché?
- Titolo originale: Why?
- Diretto da: Jonas Pate
- Scritto da: John McNamara, Mike Sheehan

### Trama
Charmain è costretto ad indagare su un omicidio multiplo dei suoi amici poliziotti, interrompendo il suo primo viaggio.

## Tutto bene, mamma. (Sto solo sanguinando.)
- Titolo originale: It's Alright Ma. (I'm Only Bleeding)
- Diretto da: John Dahl
- Scritto da: Rafael Yglesias

### Trama
Charlie mette alla prova la lealtà di Emma; Shafe invece dà prova di sé nel caso Guapo.

## Tua madre dovrebbe sapere
- Titolo originale: Your Mother Should Know
- Diretto da: Roxann Dawson
- Scritto da: David Reed

### Trama
Bunchy chiede aiuto a Hodiak per risolvere l'omicidio di suo fratello; Guapo ha un lavoro per Shafe.

## Tradimento
- Titolo originale: (Please Let Me Love You and) It Won't Be Wrong
- Diretto da: Lukas Ettlin
- Scritto da: Alexandra Cunningham, Sera Gamble

### Trama
La famiglia Manson sente l'assenza di Emma mentre gira un documentario.

## Il vecchio ego è di troppo
- Titolo originale: Old Ego Is a Too Much Thing
- Diretto da: Jonas Pate
- Scritto da: John McNamara, Rafael Yglesias, David Reed

### Trama
Emma ritorna mentre Mary inizia il travaglio. L'affare di Hodiak per Walt finisce in un disastro e Shafe ha delle conseguenze inaspettate.